# Perpessicius
Perpessicius - Dumitru S. Panaitescu (n. 21 octombrie 1891, Brăila, România – d. 29 martie 1971, București, România) a fost un istoric și critic literar, folclorist, eseist și poet român, cercetător și editor al operei eminesciene, membru titular al Academiei Române.

## Biografie

### Primii ani
S-a născut la Brăila, la 21 octombrie 1891, ca al doilea fiu al lui Ștefan Panaiot, muncitor, originar din Iannina, și al Elisabetei Panait, născută Daraban, originară din Cucora (Putna). În 1898 a fost înscris în clasa întâi la școala primară numărul 4 din Brăila, pe care a absolvit-o în 1902. Din anul 1907 a studiat la Liceul „Nicolae Bălcescu” din Brăila. Până la terminarea liceului a fost secretar general al societății culturale „Avântul”, a elevilor de la liceul Nicolae Bălcescu.
În vara anului 1909, petrecându-și vacanța la mănăstirea Agapia, l-a cunoscut și s-a împrietenit cu Titu Dinu, elev al lui Ovid Densusianu, la Facultatea de Litere din București. În 1910 absolvă liceul și devine student al Facultății de litere, la secția de filologie modernă. În primul an de facultate a lucrat ca pedagog la pensionul Schewitz-Thieren, având sarcina de a împărți elevilor mâncarea. A luat parte la cursurile ținute de Ovid Densusianu, Nicolae Iorga, Ion Bianu, Ion Bogdan, Mihail Dragomirescu.
În anul al treilea de facultate a primit o bursă lunară în urma unui concurs, iar cu sprijinul și recomandarea lui Ion Bianu, devine meditatorul nepoților lui Ion Ghica. În 1914 s-a căsătorit cu Alice Paleologu, o colegă de facultate.
În 1914 obține licența în filologie romanică la Universității din București.

### Debutul
A debutat cu schița „Omida - Din lumea celor care se târăsc”, o replică la volumul Din lumea celor cari nu cuvântă a lui Emil Gârleanu. Schița a fost semnată cu pseudonimul Victor Pribeagu și a apărut în revista brăileană Flori de câmp, nr. 5 din 20 iulie 1911.
A debutat ca poet cu poezia Reminiscență în revista „Versuri și proză” a lui I.M. Rașcu în nr.7-8 din aprilie 1913, semnată cu pseudonimul D. Pandara, un fel de anagramă compusă din inițiala prenumelui său și din începutul numelui de familie al tatălui, Pan(ait) și al mamei sale Dara(ban).

### Activitatea literară
Semnează cu pseudonimul Perpessicius în Cronica (1915), revistă condusă de Gala Galaction și Tudor Arghezi. Mobilizat pe front, este rănit în 1916 și rămâne invalid de mâna dreaptă. Profesor în mai multe localități ale țării, autor al unor apreciate manuale de literatură pentru liceu, elaborate împreună cu Al. Rosetti și Jacques Byck.
Colaborează la Cuvântul, Lumea, Universul literar, România, Revista Fundațiilor Regale, Letopiseți, Neamul românesc, Cartea vremii, Flacăra, Gândirea, Cugetul românesc, Ideea europeană, Gazeta literară, Contemporanul, Viața românească, România literară, Steaua, Luceafărul; a ținut cronica literară la Radio între 1934-1938. A fost director general al Bibliotecii Academiei, al Muzeului Literaturii Române (1957) și al revistei Manuscriptum.

## Distincții
- Ordinul Muncii clasa a II-a (31 decembrie 1956) „cu prilejul împlinirii a 90 de ani de la înființarea Societății Academice Romîne, pentru merite deosebite in muncă”[2]
- Ordinul „Meritul Cultural” clasa I (26 septembrie 1966) „pentru merite deosebite în activitatea literară, artistică și de răspîndire a culturii naționale, cu prilejul Centenarului Academiei Republicii Socialiste România”[3]

## Opera

### Volume
Culegerea de note intitulată Repertoriu critic (1925) a fost publicată într-o revistă de bibliografie. Notele completau imaginea poetului cu aceea a iubitorului de cărți și a criticului.
Volumul Scut și targă apărut în 1926, dezvoltă teme inspirate din experiența războiului și de vremurile care au urmat.

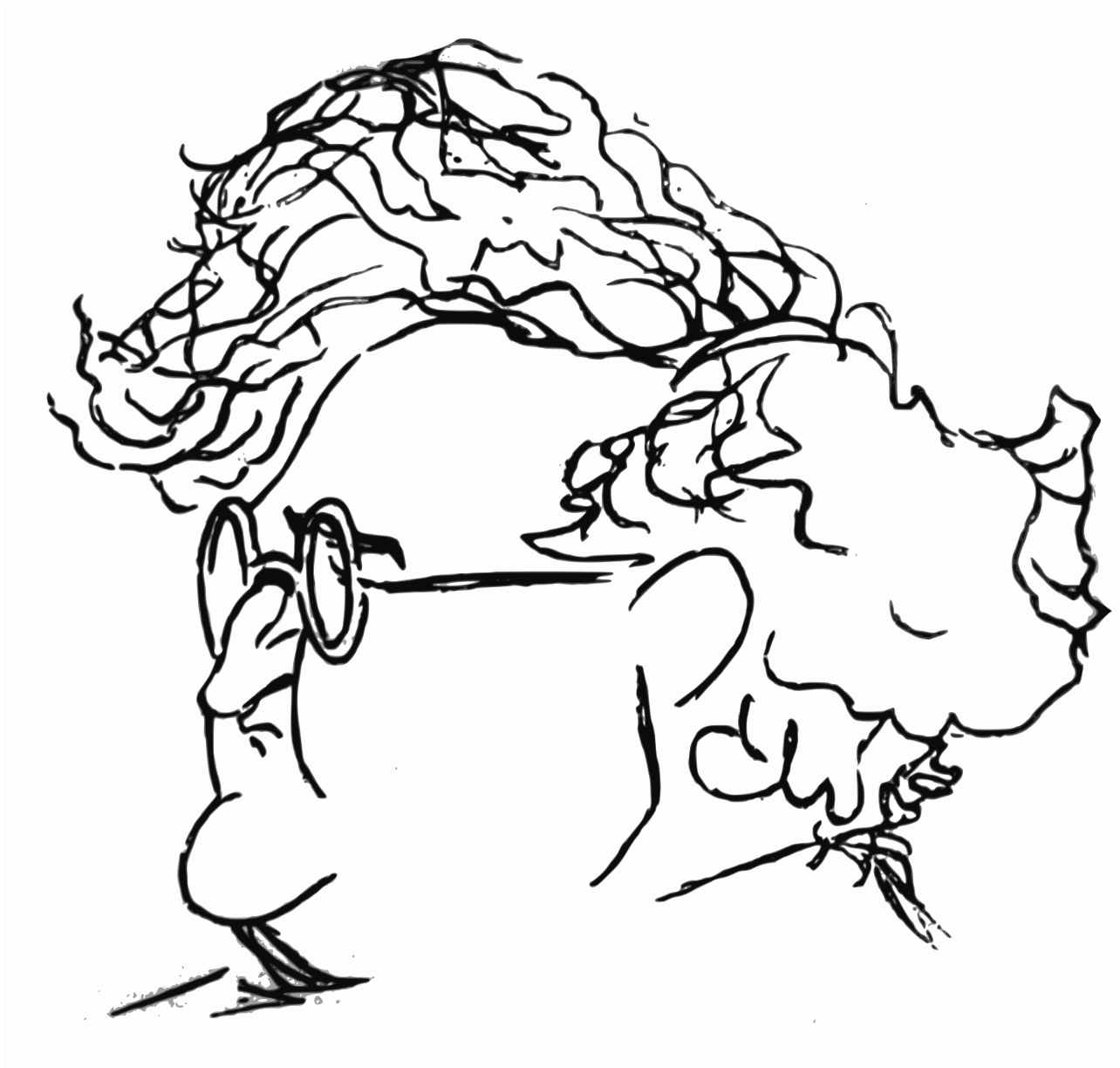
Carcatură a lui Perpessicius realizată de către Victor Ion Popa

- Mențiuni critice, vol. I-V (1928 - 1946)
- Itinerar sentimental (1932)
- Dictando divers (1940)
- Jurnalul de lector (1944), completat cu Eminesciana
- Mențiuni de istoriografie literară și folclor (1948 - 1956)
- Alte mențiuni de istoriografie literară și folclor (1957 - 1967)
- Opere, vol. I-XII (1966 - 1983)
- Lecturi intermitente (1971)
- Eminesciana (1971)
- Patru clasici (1974)
- 12 prozatori interbelici (1980)
- Scriitori români, vol. I-II (1989)

### Ediții
- Editează primele trei volume din Opere de M. Eminescu

## Afilieri
- Membru titular al Academiei Române

## In memoriam
- Casa Memorială „D. P. Perpessicius” din Brăila